# 西松井田駅

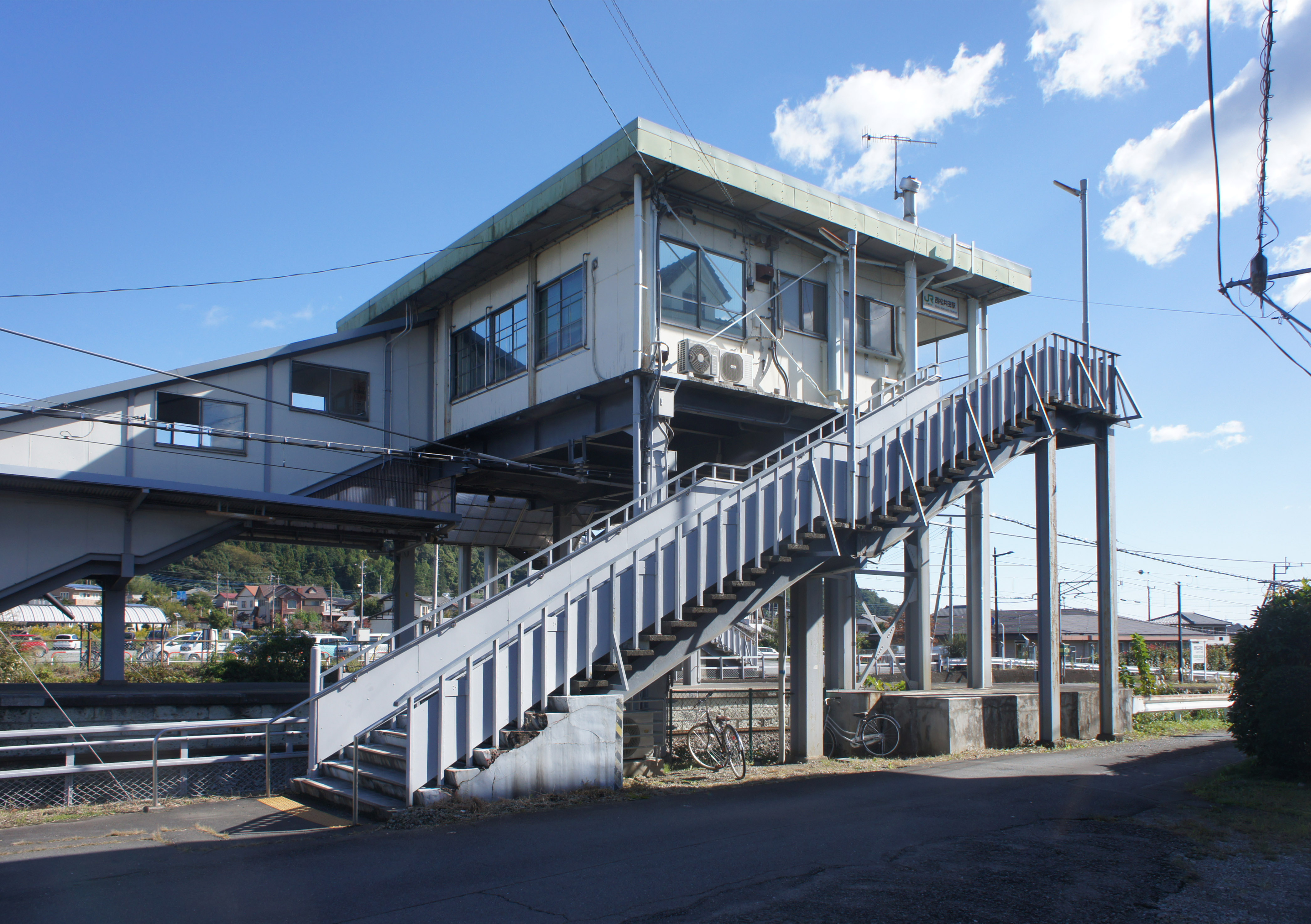
南口（2021年10月）

西松井田駅（にしまついだえき）は、群馬県安中市松井田町新堀にある、東日本旅客鉄道（JR東日本）信越本線の駅である。

## 歴史
当時の松井田町の中心部にあった松井田駅が1962年（昭和37年）7月15日の高崎 - 横川間電化の際に約2 km高崎寄りに移転したため、代替として旧松井田駅よりやや横川寄りの本線上に新設された。

### 年表
- 1965年（昭和40年）4月1日：開業[1]。
- 1985年（昭和60年）6月21日：無人化[2]。
- 1987年（昭和62年）4月1日：国鉄分割民営化に伴い、JR東日本の駅となる[3]。同日有人化。
- 2009年（平成21年）3月14日：ICカード「Suica」の利用が可能となる[4]。東京近郊区間に組み込まれる[4]。
- 2018年（平成30年）10月1日：再度無人化[5]。

## 駅構造
島式ホーム1面2線を有する地上駅で、橋上駅舎を持つ。
安中駅管理の無人駅である。簡易Suica改札機・乗車駅証明書発行機設置。

### のりば
| 番線 | 路線      | 方向 | 行先     |
| ---- | --------- | ---- | -------- |
| 1    | ■信越本線 | 下り | 横川方面 |
| 2    | ■信越本線 | 上り | 高崎方面 |

（出典：JR東日本:駅構内図）

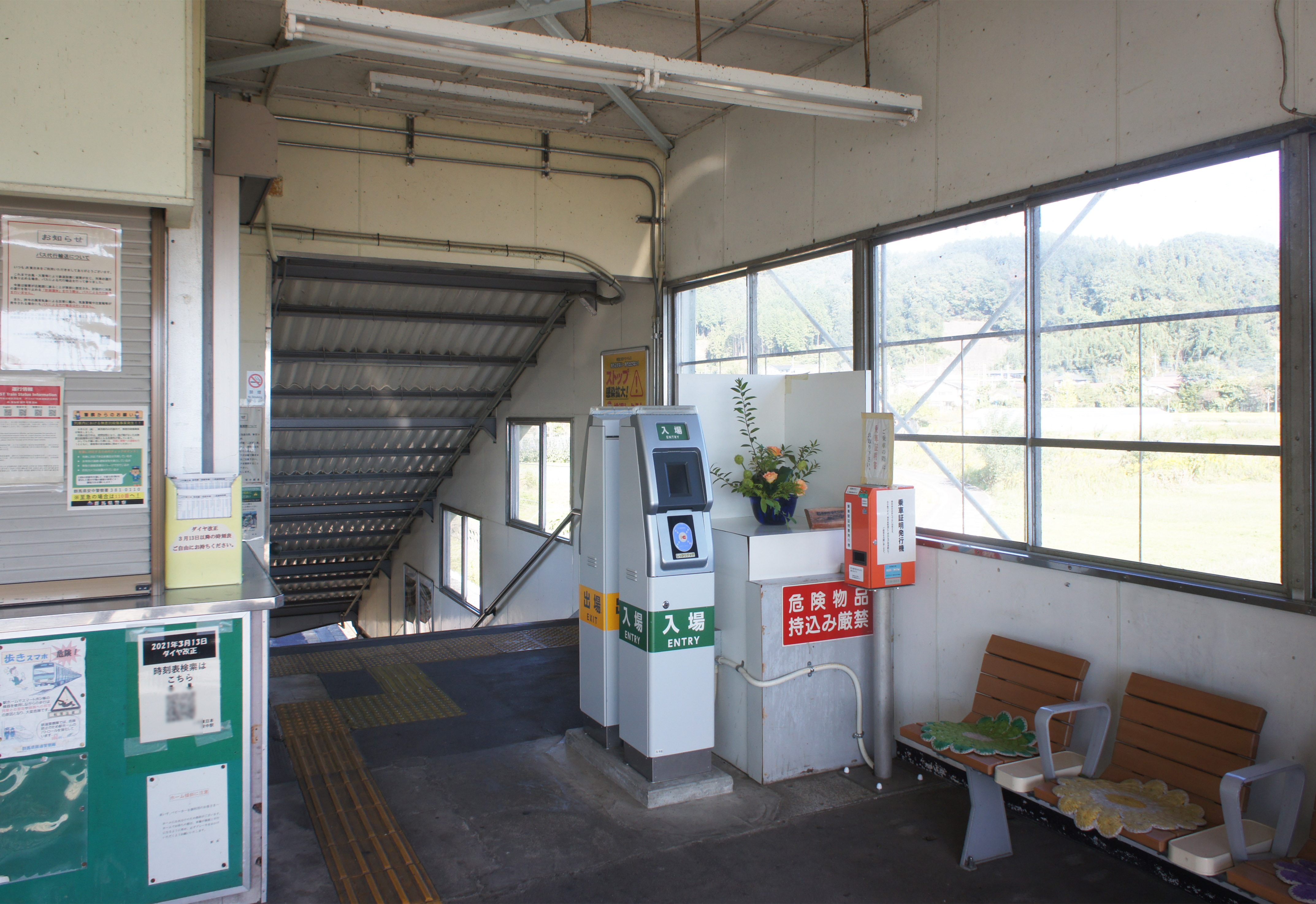
改札口（2021年10月）
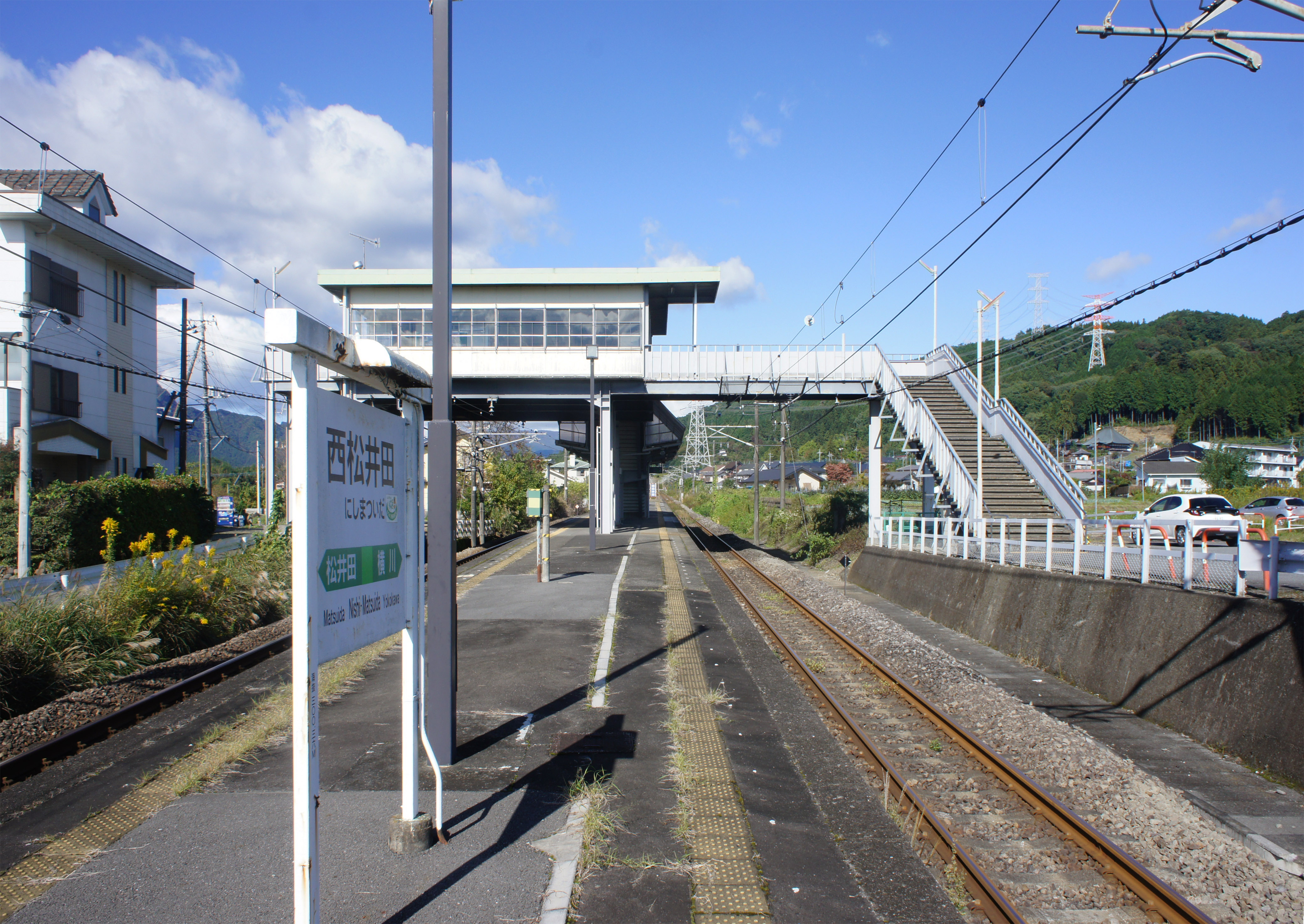
ホーム（2021年10月）

## 利用状況
JR東日本によると、2000年度（平成12年度）- 2017年度（平成29年度）の1日平均乗車人員の推移は以下のとおりであった。
| 乗車人員推移       | 乗車人員推移     | 乗車人員推移    |
| 年度               | 1日平均 乗車人員 | 出典            |
| ------------------ | ---------------- | --------------- |
| 2000年（平成12年） | 385              | [ 利用客数 1 ]  |
| 2001年（平成13年） | 386              | [ 利用客数 2 ]  |
| 2002年（平成14年） | 363              | [ 利用客数 3 ]  |
| 2003年（平成15年） | 369              | [ 利用客数 4 ]  |
| 2004年（平成16年） | 377              | [ 利用客数 5 ]  |
| 2005年（平成17年） | 374              | [ 利用客数 6 ]  |
| 2006年（平成18年） | 349              | [ 利用客数 7 ]  |
| 2007年（平成19年） | 331              | [ 利用客数 8 ]  |
| 2008年（平成20年） | 331              | [ 利用客数 9 ]  |
| 2009年（平成21年） | 334              | [ 利用客数 10 ] |
| 2010年（平成22年） | 316              | [ 利用客数 11 ] |
| 2011年（平成23年） | 311              | [ 利用客数 12 ] |
| 2012年（平成24年） | 289              | [ 利用客数 13 ] |
| 2013年（平成25年） | 294              | [ 利用客数 14 ] |
| 2014年（平成26年） | 275              | [ 利用客数 15 ] |
| 2015年（平成27年） | 276              | [ 利用客数 16 ] |
| 2016年（平成28年） | 276              | [ 利用客数 17 ] |
| 2017年（平成29年） | 263              | [ 利用客数 18 ] |

## 駅周辺
- 安中市役所松井田支所（旧・松井田町役場）
- 安中市松井田文化会館
- 安中市立松井田中学校
- 安中警察署松井田分庁舎（旧・松井田警察署）
- 碓氷製糸株式会社（日本で2ヶ所のみの製糸工場）
- ボルテックスアーク「西松井田駅」停留所

## 隣の駅
東日本旅客鉄道（JR東日本）
■信越本線
松井田駅 - 西松井田駅 - 横川駅

### 記事本文
1. 1 2 3 4 5 6 7  『週刊 JR全駅・全車両基地』 12号 大宮駅・野辺山駅・川原湯温泉駅ほか、朝日新聞出版〈週刊朝日百科〉、2012年10月28日、21頁。
2. ↑  「通報 ●福知山線石生駅ほか147駅の駅員無配置について（旅客局）」『鉄道公報号外』日本国有鉄道総裁室文書課、1985年3月12日、15-16面。
3. ↑  石野哲（編）『停車場変遷大事典 国鉄・JR編 Ⅱ』（初版）JTB、1998年10月1日、574頁。ISBN 978-4-533-02980-6。
4. 1 2  『Suicaをご利用いただけるエリアが広がります。』（PDF）（プレスリリース）東日本旅客鉄道、2008年12月22日。オリジナルの2019年5月3日時点におけるアーカイブ。2019年8月15日閲覧。
5. ↑  “県内JR 6駅で1日平均乗車数が最多 合理化進み無人駅も増”. 上毛新聞. (2019年8月15日).  オリジナルの2019年8月15日時点におけるアーカイブ。 2019年8月15日閲覧。

### 利用状況
1. ↑  “各駅の乗車人員（2000年度）”.   東日本旅客鉄道. 2019年3月24日閲覧。
2. ↑  “各駅の乗車人員（2001年度）”.   東日本旅客鉄道. 2019年3月24日閲覧。
3. ↑  “各駅の乗車人員（2002年度）”.   東日本旅客鉄道. 2019年3月24日閲覧。
4. ↑  “各駅の乗車人員（2003年度）”.   東日本旅客鉄道. 2019年3月24日閲覧。
5. ↑  “各駅の乗車人員（2004年度）”.   東日本旅客鉄道. 2019年3月24日閲覧。
6. ↑  “各駅の乗車人員（2005年度）”.   東日本旅客鉄道. 2019年3月24日閲覧。
7. ↑  “各駅の乗車人員（2006年度）”.   東日本旅客鉄道. 2019年3月24日閲覧。
8. ↑  “各駅の乗車人員（2007年度）”.   東日本旅客鉄道. 2019年3月24日閲覧。
9. ↑  “各駅の乗車人員（2008年度）”.   東日本旅客鉄道. 2019年3月24日閲覧。
10. ↑  “各駅の乗車人員（2009年度）”.   東日本旅客鉄道. 2019年3月24日閲覧。
11. ↑  “各駅の乗車人員（2010年度）”.   東日本旅客鉄道. 2019年3月24日閲覧。
12. ↑  “各駅の乗車人員（2011年度）”.   東日本旅客鉄道. 2019年3月24日閲覧。
13. ↑  “各駅の乗車人員（2012年度）”.   東日本旅客鉄道. 2019年3月24日閲覧。
14. ↑  “各駅の乗車人員（2013年度）”.   東日本旅客鉄道. 2019年3月24日閲覧。
15. ↑  “各駅の乗車人員（2014年度）”.   東日本旅客鉄道. 2019年3月24日閲覧。
16. ↑  “各駅の乗車人員（2015年度）”.   東日本旅客鉄道. 2019年3月24日閲覧。
17. ↑  “各駅の乗車人員（2016年度）”.   東日本旅客鉄道. 2019年3月24日閲覧。
18. ↑  “各駅の乗車人員（2017年度）”.   東日本旅客鉄道. 2019年3月24日閲覧。